# HMS Hermes (1919)

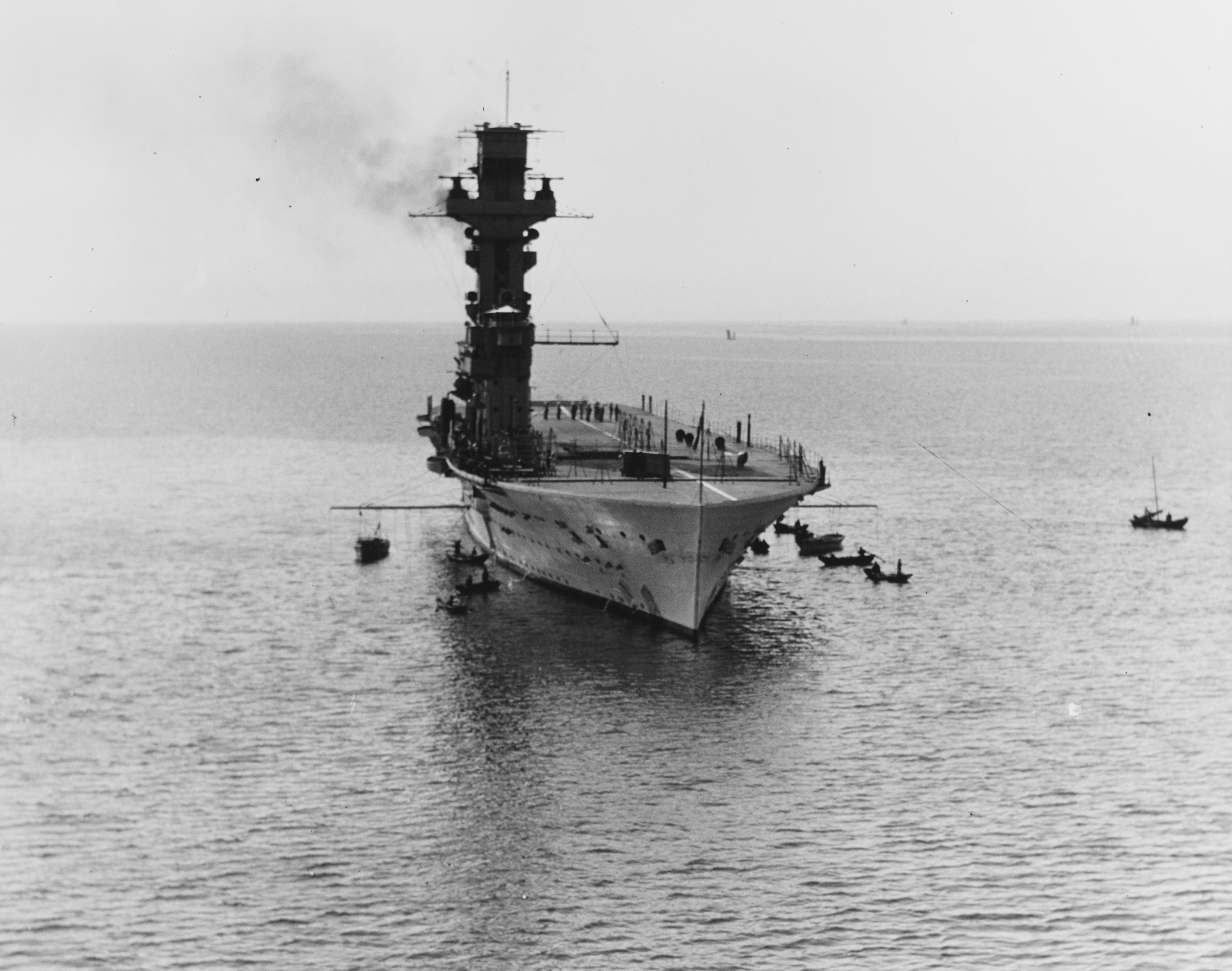
HMS Hermes in 1931 nabij Yantai in China

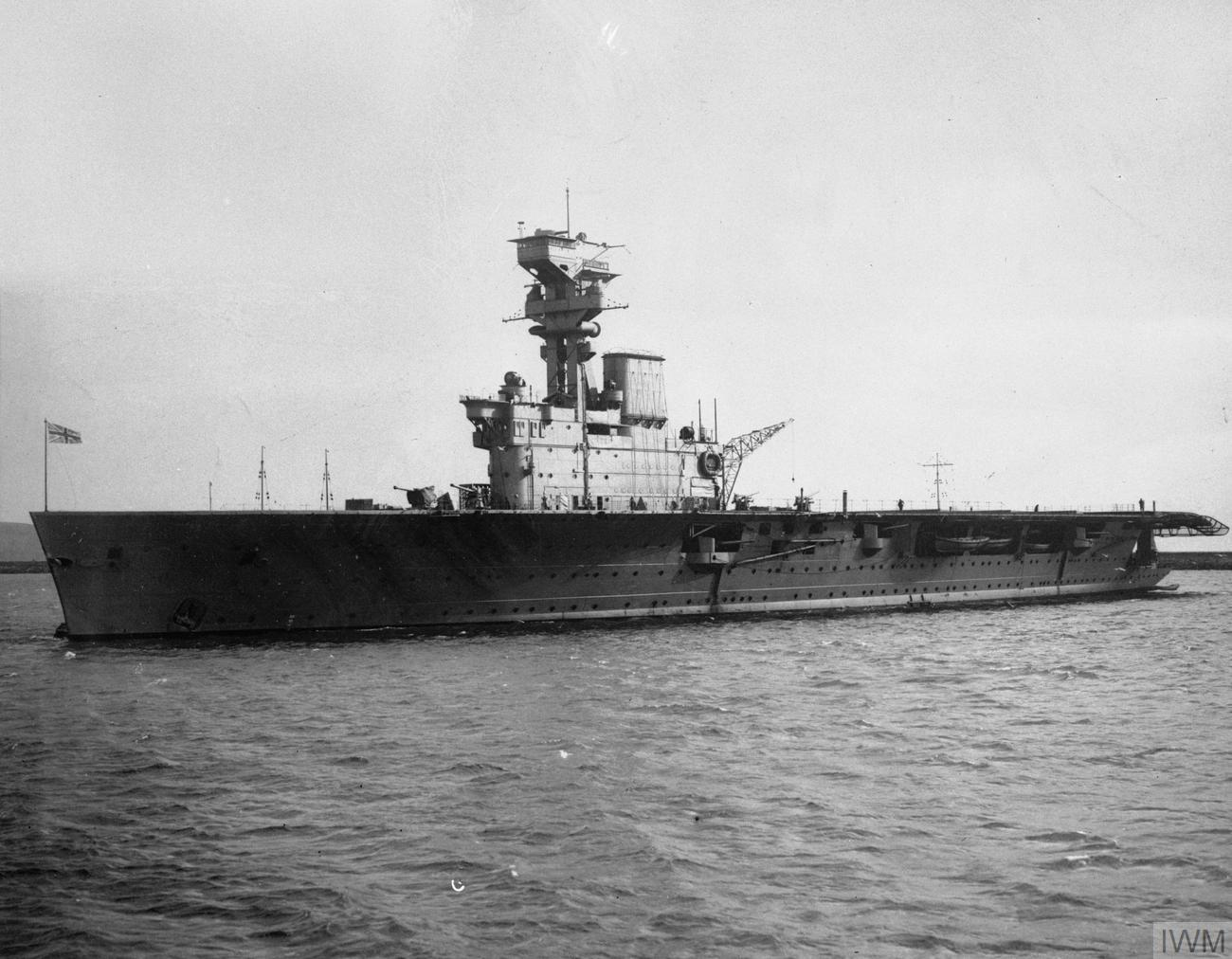
HMS Hermes in 1938

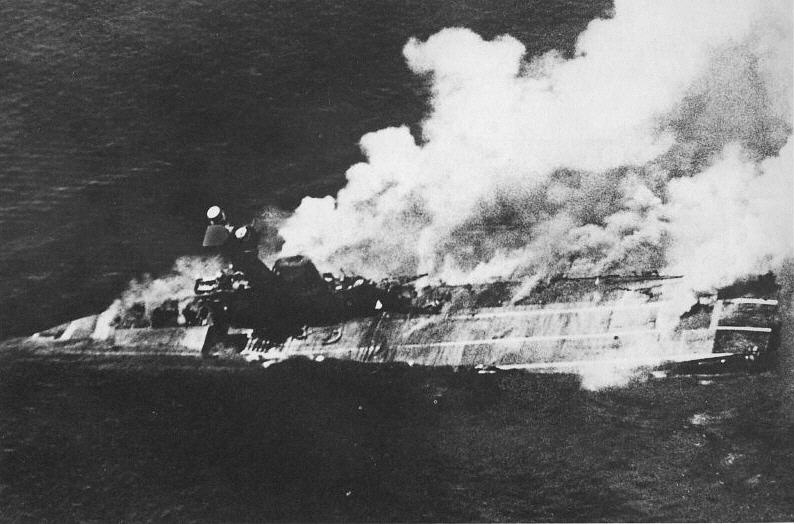
Het zinken van de Hermes

De HMS Hermes D-95 was een Brits vliegdekschip. Met de bouw van het schip werd begonnen voor het einde van de Eerste Wereldoorlog maar het was pas na de Wapenstilstand operationeel. Het deed wel dienst tijdens de Tweede Wereldoorlog en werd door de Japanners tot zinken gebracht in de Indische Oceaan in 1942.

## Bouw
Met de bouw werd begonnen in januari 1918 op de scheepswerf Armstrong-Whitworth in Newcastle. In september werd het schip te water gelaten. Het schip was het eerste in zijn klasse en vertoonde verschillende kinderziekten. Zo had het de neiging over te hellen naar stuurboord en naar voren door het grote gewicht van de brug. Dit werd verholpen door het verplaatsen van de brandstofvoorraden naar bakboord en het positioneren van ballast.

## Kenmerken
Het schip had een lengte van 182 meter en een breedte van 21 meter, en een tonnenmaat van 13.000 ton. De Hermes werd voortgedreven door twee schroeven en stoomturbines aangedreven door zes ketels. Het bereikte een topsnelheid van 24 knopen. Het schip had een bemanning van 664.
De brug was relatief lang maar smal. Het schip kon 20 vliegtuigen herbergen, had twee vliegtuigliften en kranen aan dek om watervliegtuigen op te halen. De vliegtuigen aan boord waren de Fairey Flycatcher en de Fairey IIID. Later kwamen ook Fairey IIIF, Fairey Seal (torpedobommenwerper) en Hawker Osprey aan boord. Bij aanvang van de Tweede Wereldoorlog kwamen er Fairey Swordfish.
Het schip was bewapend met zes kanonnen van 140 mm en drie van 102 mm.

## Geschiedenis
Het schip diende eerst in de Home Fleet in de Britse territoriale wateren. In 1925 voer de Hermes naar de Middellandse Zee. Tussen 1927 en 1937 was het actief rond China. In 1939 deed het dienst om het Brits expeditieleger in Frankrijk te beschermen vanop zee. In oktober 1939 werd het overgeplaatst naar de Zuid-Atlantische Oceaan voor de bestrijding van duikboten en het beschermen van vrachtverkeer. In juni 1940 kwam de Hermes in aanvaring met een vrachtschip en diende uit te wijken naar Zuid-Afrika voor herstellingen. Daarna werd het naar de Indische Oceaan gestuurd. Bij de Japanse aanval op Ceylon in april 1942 wist kapitein R.F.J. Onslaw met de Hermes naar open zee te ontsnappen. Het schip, dat op het moment van de aanval in onderhoud was, had geen vliegtuigen aan boord. Het schip werd op 9 april voor de kust bij Batticaloa aangevallen door Japanse bommenwerpers en zonk. Er vielen 307 doden, waaronder de kapitein.

## Wrak
Het wrak van de Hermes werd in 2014 teruggevonden voor de kust van Sri Lanka op een diepte tussen 44 en 53 meter